# Chacun pense à soi
Chacun pense à soi är en låt framförd av den franska sångerskan Ortal. Låten var Frankrikes bidrag i Eurovision Song Contest 2005 i Kiev i Ukraina. Låten är skriven av Ortal själv, i samarbete med Saad Tabainet.
Bidraget framfördes i finalen den 21 maj och slutade där på tjugotredje plats med 11 poäng.